# 한누리대로
한누리대로(Hannuri-daero)는 세종특별자치시 대평동을 기종점으로 하며, 2생활권, 1생활권, 6생활권, 5생활권, 4생활권, 3생활권을 경유하는 순환선이기도 하다. 세종특별자치시 BRT의 중앙버스전용차로를 이용하여 노면이 4차선인 구간을 이룬다. 그러므로 금강을 2회, 미호강을 1회 통과한다. 또한 세종특별자치시도 제1호선으로 지정된 상태이다.

## 노선
| 이름                                                                  | 접속 노선            | 소재지 | 비고 |
| --------------------------------------------------------------------- | -------------------- | ------ | ---- |
| 종합운동장 교차로                                                     | 갈매로               | 대평동 |      |
| 한두리교                                                              |                      | 대평동 |      |
|                                                                       | 나성동               |        |      |
|                                                                       |                      |        |      |
| 첫마을 교차로                                                         | 나리로               |        |      |
| (이름 없음)                                                           | 어울로 어울누리로    |        |      |
| (이름 없음)                                                           | 나성북1로 새롬다정로 |        |      |
| 다정교                                                                |                      | 어진동 |      |
| 어진 교차로                                                           | 가름로               | 어진동 |      |
| 어진2교                                                               |                      | 어진동 |      |
| 성금 교차로                                                           | 절재로               | 어진동 |      |
| 해지개3교                                                             |                      | 도담동 |      |
| 파란달 교차로                                                         | 미리내로             | 도담동 |      |
| (이름 없음)                                                           | 해밀1로              | 해밀동 |      |
| (생태통로)                                                            |                      | 해밀동 |      |
| (이름 없음)                                                           | 월산공단로           | 해밀동 |      |
| (이름 없음)                                                           | 임난수로             | 해밀동 |      |
| 보롬교                                                                |                      | 나성동 |      |
| 보롬교                                                                | 반곡동               |        |      |
| (이름 없음)                                                           | 세종오송로           |        |      |
| 합강 교차로                                                           | 연청로               |        |      |
| 아람찬교                                                              |                      |        |      |
| (생태통로)                                                            |                      |        |      |
| (이름 없음)                                                           | 집현북로             |        |      |
| (이름 없음)                                                           | 남세종로             |        |      |
| 어위교                                                                |                      |        |      |
| (이름 없음)                                                           | 시청대로             |        |      |
| 반곡 교차로                                                           | 절재로 국책연구원5로 |        |      |
| 소담 교차로                                                           | 소담로               | 소담동 |      |
| (이름 없음)                                                           | 보람동로             | 보람동 |      |
| 세종특별자치시의회 세종특별자치시청 세종특별자치시교육청 보람고등학교 |                      | 보람동 |      |
| (이름 없음)                                                           | 대평로               | 대평동 |      |
| 종합운동장 교차로                                                     | 갈매로               | 대평동 |      |

## 주요 시설

### 정부 기관
- 정부세종청사
- 대한민국 국세청
- 대한민국 소방청
- 세종특별자치시청
- 세종특별자치시교육청

### 교육 기관 및 교통 시설
- 성남고등학교
- 세종고속시외버스터미널
- 북측환승터미널 (반곡동)

#### 교량
- 한두리대교, 아람찬교 (금강)
- 보롬교 (미호강)
- 금사교 (방축천)

### 생활, 문화 시설
- 세종자동차극장 (대평동)
- 코스트코 세종점 (대평동)
- 홈플러스 세종점 (어진동)

### 지하차도
- 세종지하차도 (버스전용)
- 성금지하차도 (버스전용)
- 호려울지하차도 (버스전용)